# Família de Catarina, Princesa de Gales

Brasão das armas da Família Middleton.

Catarina, Princesa de Gales, conhecida também como Kate Middleton, vem de um ramo de uma família Middleton. Os pais, Michael e Carole Middleton, cuja riqueza deriva de seu negócio no ramo de decoração de festas, tiveram destaque na mídia mundial no período que antecedeu ao casamento de sua filha primogénita com o príncipe Guilherme de Cambridge. Além disso, como resultado da exposição mundial da cerimónia de casamento, os seus outros dois filhos, Philipa e James, tornaram-se conhecidos e frequentemente mencionados na mídia.

## Origem
Middleton é um apelido de família proveniente de vários locais diferentes em toda a Inglaterra e Escócia. Existem mais de 30 lugares de nome semelhante, que são derivados a partir dos elementos inglês antigo: midel + Tun ("meio" + "gabinete", "liquidação"), embora alguns outros lugares tenham origens diferentes e derivados de outros elementos, tais como: micel ("grande"), ou * (ge)mȳthel ("confluência").
Os primeiros casos registrados do apelido de família são: de Mideltone em 1166, no Eynsham Cartulary; de Midilton em 1221, dentro de um contrato/escritura para a Abadia de Arbroath, e de Midelton em 1327, dentro do Subsídio Rolos de Sussex.
A linha familiar de Michael Middleton veio de Leeds: seu avô, bisavô e trisavô eram todos os advogados. O pai de Michael, Peter, era um piloto educado em Oxford. Os antepassados da família Middleton incluem o Reverendo Thomas Davis, um escritor de canções sacra da Igreja da Inglaterra.
William Addams Reitwiesner descobriu que através de Michael Middleton, a família Middleton é parente distante de Sir Thomas Fairfax e sua esposa Agnes Gascoine, um ancestral de Diana, Princesa de Gales, fazendo Catarina e Princípe Guilherme primos de décimo quinto grau.
A família Goldsmith de Carole Middleton veio de Londres, apesar de duas gerações antes, os Harrison eram da classe trabalhadora, operários e mineiros de Sunderland e County Durham.

## Carole e Michel Middleton

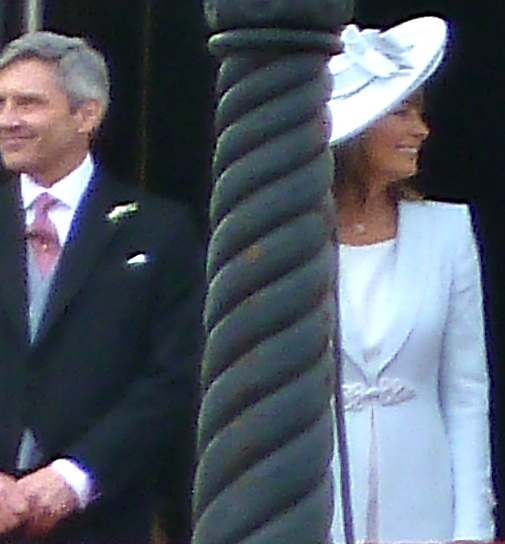
Carole e Michel Middleton.

Michael Francis Middleton nasceu em Leeds, em 1949, e era filho de um piloto instrutor/aviador. Seu avô Noel Middleton era um advogado. Michael Middleton foi educado, como seu pai e avô em Clifton College. Em Clifton, os três homens embarcaram em Middleton Brown House.
Carole Elizabeth Middleton (nascida Goldsmith) nasceu em 31 de janeiro de 1955 no Hospital e Maternidade Periperi em Ealing. A filha de um construtor, Ronald Goldsmith (1931–2003) e sua esposa Dorothy Harrison (1935–2006), ela cresceu em um apartamento do conselho em Southall, e freqüentou a escola pública local.
O casal se conheceu quando ambos trabalhavam para a British Airways; Carole como uma comissária de bordo, Michael como um oficial. Em 1979, Michael Middleton foi-se promovido dentro da BA e tornou-se um despachante de voo no Aeroporto de Heathrow, onde ele mantinha o controle de frota da companhia aérea no chão. O casal casou-se em 21 de Junho de 1980, na igreja paroquial de St. James em Dorney, Buckinghamshire. Eles compraram uma casa geminada vitoriana em Bradfield Southend perto de Reading, Berkshire.
O casal tem três filhos. Sua primogénita, Catarina Isabel nasceu em 1982 e sua segunda filha Philippa Charlotte nasceu em 1983. Em 1984, a família mudou-se brevemente para Amã, na Jordânia, onde Michael Middleton trabalhou por dois anos e meio. Seu terceiro filho, James William nasceu em 1987. Em 1987, quando suas duas filhas mais velhas estavam em uma pré-escola na Escola de St Andrew, Pangbourne, Carole Middleton criou "Party Pieces", uma empresa que começou por fabricar suplementos de festas e que agora vende decorações de festa por correspondência. Em 1995, a empresa estava sendo executado por ambos os pais e foi transferida para uma série de edifícios de explorações agrícolas em Ashampstead. A família se mudou para uma casa maior de cinco dormitórios em Bucklebury, Berkshire. O negócio foi bem sucedido, e, no espaço de poucos anos, os Middletons tornar-se-iam muito ricos. Como resultado, o Middletons enviaram suas filhas para o independente Downe House, uma escola para meninas internato in Cold Ash, e, finalmente, a escola pública Marlborough College, Wiltshire.

## Dorothy Goldsmith
Dorothy Harrison Goldsmith (26 de junho de 1935 – 21 de julho de 2006) nasceu em Sunderland, Condado de Durham. Ela era a filha de Thomas Harrison e Elizabeth Mary Temple. Ela se casou com Ronald John James Goldsmith, em 8 de agosto de 1953. Eles tiveram dois filhos Carole Elizabeth Middleton e Gary Goldsmith.

## Olive Lupton Middleton
Olive Christiana Lupton Middleton (1 de abril de 1881 – 27 de setembro de 1936) é uma membro da Família Lupton, nasceu em 1 de abril de 1881 e cresceu na família Potternewton Hall Estate ao lado de sua prima, Florence von Schunck, Baronesa von Schunck (nascida Kate Lupton). Em 1914, ela se casou advogado Richard Noel Middleton (25 de dezembro de 1878 – 2 de julho de 1951), que mais tarde tornou-se diretor da William Lupton & Co.

## Filhos

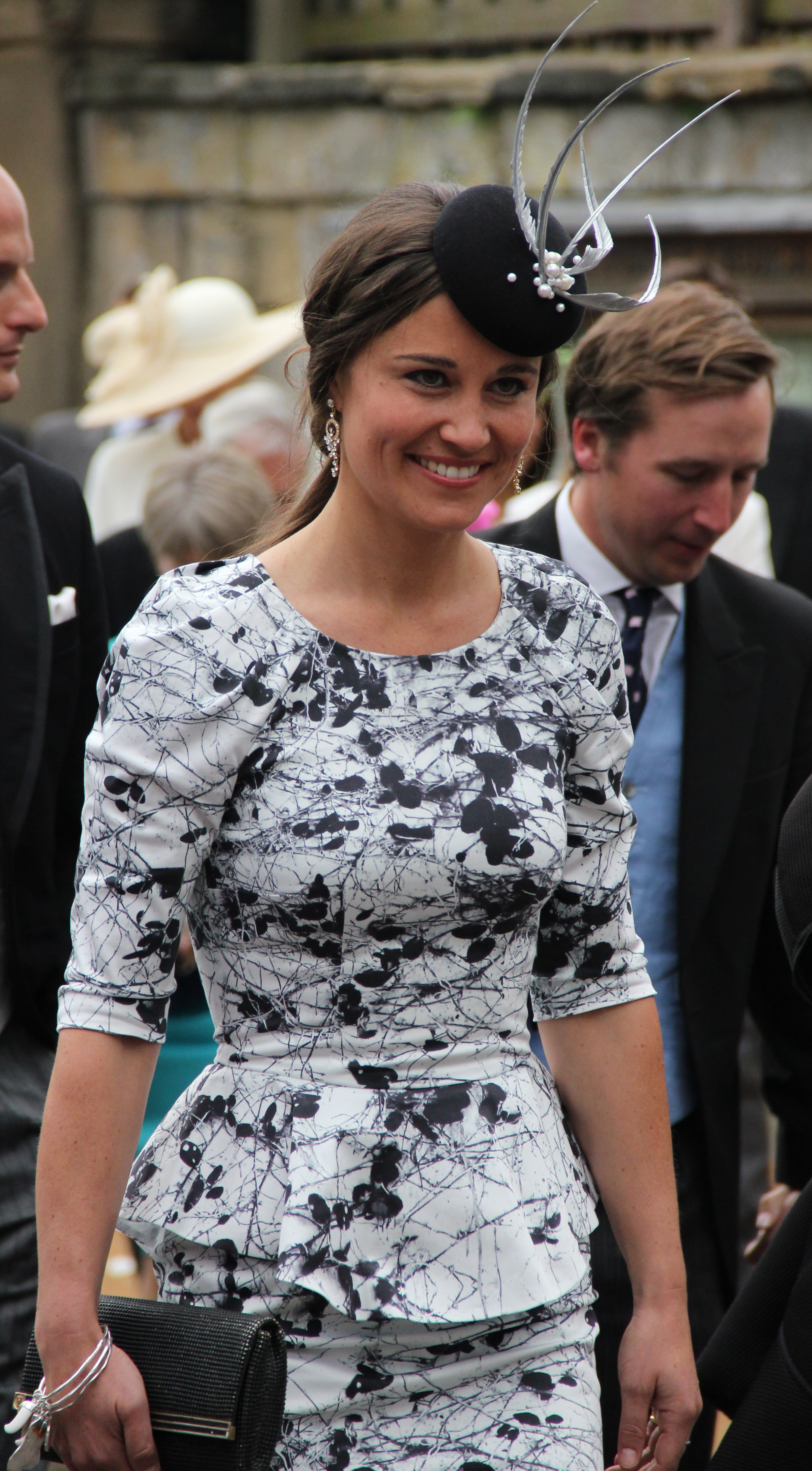
Pippa Middleton.

Sua primeira filha, Catherine Elizabeth Middleton, agora conhecida como SAR A Duquesa de Cambridge, nasceu em 9 de Janeiro de 1982. Depois de terminar os estudos no Marlborough College, ela passou a estudar na Universidade de St Andrews. Foi aqui, enquanto vivia no Salão de St. Salvator, que ela conheceu o príncipe Guilherme. Depois de um longo relacionamento, e um noivado de seis meses, ela casou com o príncipe na Abadia de Westminster em 29 de abril de 2011.
A segunda filha, Philippa Charlotte Middleton (n. 06 de setembro de 1983), freqüentava as mesmas escolas como a sua irmã e, em seguida, estudou literatura Inglesa na Universidade de Edimburgo. Lá, ela dividia uma casa com Lord Edward Innes-Ker, um filho do duque de Roxburghe, e com Earl Percy, herdeiro do duque de Northumberland. Após a formatura, em 2008 ela teve um emprego com gestão de eventos/marketing com a Table Talk, uma empresa de eventos com sede em Londres. Ela também escreve para o The Party Times, uma revista online que é uma ramificação da empresa de seus pais.
James William Middleton, seu filho mais novo, nasceu em 15 de Abril de 1987. Ele foi educado na St Andrew's School, Pangbourne e Marlborough College. Ele começou uma licenciatura em Gestão de Recursos Ambientais da Universidade de Edimburgo, antes de sair em 2006. Após um ano, iniciou o seu negócio de bolos, a Companhia Kit Cake. Ambos os irmãos de Catarina desempenharam um papel proeminente no casamento de sua irmã, Pippa era a dama de honra e James leu a lição.